# Julio Ríos Corbo
Julio David Ríos Corbo (Minas, Lavalleja, 15 de septiembre de 1962) es un periodista deportivo, autor y relator uruguayo.

## Carrera

### Televisión
Desde 2005 hasta 2019 formó parte del elenco de panelistas del programa deportivo Punto penal, emitido por Canal 10 y conducido por Roberto Moar.
En 2014 se incorporó a Fox Sports Uruguay, que acababa de fundarse. Allí comenzó a relatar partidos de la Copa Libertadores de América y de la Copa Sudamericana. También se unió como conductor el programa Fox Sports Radio en su versión uruguaya. En 2019, meses antes de la disolución del canal, fue desvinculado de su puesto.
En agosto del año 2018 volvió al Canal 10, donde comenzó a conducir el programa de entrevistas semanal La palabra, donde charla con figuras del espectáculo uruguayo.
En 2021 formó parte del elenco de participantes de la segunda temporada de MasterChef Celebrity en Uruguay, donde obtuvo el puesto 18 y fue el 6.to eliminado. Desde 2022 interpreta a «el cliente»  en la segunda temporada de La peluquería de don Mateo, versión uruguaya del formato argentino del mismo nombre, tras la renuncia de Sebastián Almada.

### Radio
Ríos trabajó en diversos programas y participaciones en relatos de fútbol local e internacional en la Radio Carve, hasta la finalización de su contrato en el año 2019. En 2020 se unió a la Radio Nacional al programa diario Las voces del fútbol. Al año siguiente, comenzó a conducir el programa de entrevistas Charlando con Julio Ríos, transmitido por la radio y por Youtube.
En 2022 continúa su programa Las voces del fútbol en Radio Fénix 1330 AM. A mediados de 2024 dejó de salir en radio, manteniendo sus programas en Internet y Canal 5. En 2025 se incorporará a la programación de Radio El Espectador.

### Literatura
En 2010 publica "La capacidad de asombro sí tiene límite" para editorial Bambú.

## Vida personal
Ha recorrido buena parte del mundo por su actividad periodística y aventurera, habiendo transitando por reales infortunios y desventuras en su condición de mochilero, las que siempre destaca como buena parte de su resiliencia.
En abril del 2021 fue hospitalizado en sala común a causa de COVID-19.